# La Honte (film)
Pour les articles homonymes, voir Shame et La Honte.
Pour plus de détails, voir Fiche technique et Distribution.
La Honte (titre original : Skammen) est  un film suédois d'Ingmar Bergman, sorti en 1968.

## Synopsis
On est en pleine guerre. Eva et Jan Rosenberg, un mari et une femme, violonistes de profession, se sont isolés du monde, croyant pouvoir vivre à l'abri de sa corruption, ils cultivent un verger et vivent de ce qu'il produit. Mais la guerre éclate entre deux pays, et le front arrive sur leur île. Tous deux sont emportés par la déferlante qui force chacun à prendre parti. Et le couple n'en sortira pas indemne.
Pendant qu'ils arrosent les plantes, après être allés en ville pour vendre les myrtilles qu'ils ont cueillies et avoir discuté de la possibilité d'avoir un enfant pour renforcer leurs liens, un pilote se jette d'un avion en parachute. Ils cherchent en vain à lui prêter secours. Le pilote est mort et tous les deux sont interrogés par quelques soldats qui les accusent d'avoir tiré sur le pilote et enregistrent leurs réponses avec une caméra. Jan, qui souffre de troubles cardiaques, s'évanouit et sa femme le réconforte, après lui avoir donné un médicament.
Dans la scène suivante les deux époux s'embrassent à la lumière d'une bougie et parlent de nouveau d'enfants :  alors que Jan dit qu'ils en auront lorsque la paix sera revenue, Eva répond qu'elle n'en voudra jamais.
On entend des coups de feu ; Jan et Eva décident de fuir en auto mais après avoir traversé une campagne semée de cadavres, ils trouvent la route bloquée et ils sont forcés de revenir en arrière.
Le jour suivant, ils reviennent en ville faire des achats et sont arrêtés par des soldats qui les frappent et les conduisent dans un camp militaire de fortune où ils les questionnent. L'entrevue du jour précédent en effet était une mise en scène et tous les deux sont accusés de collaboration avec l'ennemi et emprisonnés.
La scène suivante nous montre un rassemblement dans la cour du camp militaire où les peines sont prononcées et tous les deux sont menés au bureau du colonel Jacobi qui, ayant autrefois connu Eva et en ayant eu de la sympathie pour elle, intercède en leur faveur.
Plus tard, Jacobi leur fait quelques cadeaux : à Jan la partition d'une composition de Dvořák et à Eva un anneau. Jan, qui a beaucoup bu, s'endort tandis qu'Eva et Jacobi s'éloignent. Jacobi donne de l'argent à Eva et fait ensuite l'amour avec elle dans la serre, mais Jan, qui entre-temps s'est réveillé, trouve l'argent et, pleurant, il se met en colère et appelle sa femme.
Arrivent alors des soldats de l'autre camp qui capturent Jacobi et lui demandent de l'argent ; il prie Eva de lui rendre ce qu'il lui a donné. Mais elle n'a plus l'argent, qui a été pris par Jan. Ce dernier ne veut pas le rendre et dans sa colère il tire sur Jacobi pendant que leur maison est incendiée et que tous les deux se réfugient dans la serre. Vient maintenant un homme armé, un déserteur, et Eva, prise de pitié, lui offre à manger, mais Jan, maintenant contaminé par la guerre, n'est plus l'homme doux et craintif d'autrefois, et après l'avoir volé, il le tue.
Eva et Jan abandonnent l'île et, après avoir chargé le peu qu'il leur reste sur un chariot, ils se dirigent vers la mer où ils ont appris par le soldat déserteur qu'un petit bateau devait appareiller ; après qu'ils ont payé on les laisse monter. La mer est pleine de cadavres de soldats.
Le film se termine avec le bateau qui s'éloigne de l'île pendant qu'Eva raconte avoir rêvé qu'elle était heureuse avec sa fille devant un mur très haut, couvert de roses incendiées par un avion. Elle dit : « Elle se serrait contre moi et tout le temps je savais que je devais me rappeler quelque chose que quelqu'un avait dit et que j'avais oublié ».

## Fiche technique
- Titre original : Skammen
- Réalisation et scénario : Ingmar Bergman
- Photographie : Sven Nykvist
- Costumes : Mago
- Montage : Ulla Ryghe
- Société de production : Svensk Filmindustri
- Format : Noir et blanc
- Durée : 103 minutes
- Date de sorte :  Suède : 29 septembre 1968
- Affiche : Jouineau Bourduge (France)

## Distribution
- Liv Ullmann : Eva Rosenberg
- Max von Sydow : Jan Rosenberg
- Sigge Fürst : Filip
- Gunnar Björnstrand : M. Jacobi
- Birgitta Valberg : Mme Jacobi
- Hans Alfredson : Lobelius
- Bengt Eklund : garde au camp des Jacobi
- Gösta Prüzelius : vicaire dans la salle d'interrogatoire

## Critiques
- « La Honte est un film thématiquement lugubre sur un couple apolitique, tous deux violonistes [...] un film complexe à l'intrigue démente. » - Manny Farber.

## Tournage
Du 12 septembre au 23 novembre 1967 sur l'île de Fårö

## Sources
- (it) Cet article est partiellement ou en totalité issu de l’article de Wikipédia en italien intitulé « La vergogna » (voir la liste des auteurs).